# Heather (canción)
«Heather» es una canción interpretada por el cantautor estadounidense Conan Gray lanzada a través de Republic Records. Originalmente lanzado como una pista en el álbum de estudio debut de Gray, Kid Krow, en marzo de 2020, fue lanzado como el sexto sencillo en septiembre de 2020 después de convertirse en un gran éxito. «Heather» fue escrita por Gray y producida por Dan Nigro con producción adicional de Jam City.
La canción ganó popularidad en la plataforma para compartir videos TikTok, en consecuencia generó la frase titular similar a un meme que se puede usar para describir a una "chica hermosa" a la que se aspira a parecerse. Comercialmente, «Heather» debutó en el número 61 y subió al número 46 en el Billboard Hot 100, siendo su primera entrada en la lista. Por otra parte, la canción le dio a Gray su primera entrada en listas de éxitos en países como el Reino Unido, Canadá, Nueva Zelanda y los Países Bajos, y su segunda entrada en países como Australia, Irlanda y Lituania. «Heather» se ha convertido en el sencillo de mayor éxito comercial de Gray hasta la fecha, superando a «Maniac», que alcanzó el éxito de la radio internacional a principios de ese año.

## Antecedentes y lanzamiento
Lanzado inicialmente como parte del álbum en marzo de 2020, fue relanzado como el sexto y último sencillo del álbum en medio de su popularización en agosto de 2020. Gray anunció el video musical un día antes de su inminente lanzamiento el 20 de agosto.

## Composición y letras
En las notas del editor de Apple Music bajo el álbum Kid Krow de Gray, Gray escribe que «“Heather” es la canción del álbum por la que siempre lloro. Creo que es el relato más honesto de mi vida amorosa en este momento. Se trata de una chica llamada Heather: creo que todo el mundo tiene una Heather en su vida. La persona que realmente me gustaba estaba enamorada de Heather. No se había enamorado de mí, y por eso, yo odiaba a Heather. Odiaba a Heather con todo mi corazón y mi alma. No tenía ninguna razón para odiar a Heather. Heather es una chica perfectamente agradable. Es dulce y pura y huele a margaritas; es perfecta, pero la odio. Es una cosa humillante admitirlo, pero es la pura verdad. Tengo miedo de ver cómo reaccionará la gente, porque no es bueno pensar algo así, pero también creo que es algo que nunca he escuchado a nadie admitir. Lo siento, Heather. Eres una persona maravillosa».
Durante una entrevista en el The Late Late Show with James Corden, Gray confió que dudaba en lanzar la canción, diciendo «cuando escribí la canción, estaba realmente avergonzado...Solo pensé que, ya sabes, nadie se identificaría con eso, pensé que tal vez estaba loco...Casi no lo puse en el disco, pensé que estaba loco, y resulta que no soy el único».

## Recepción de la crítica
La canción recibió críticas en su mayoría positivas de los críticos musicales, elogiando la producción, la composición en solitario y la interpretación vocal.

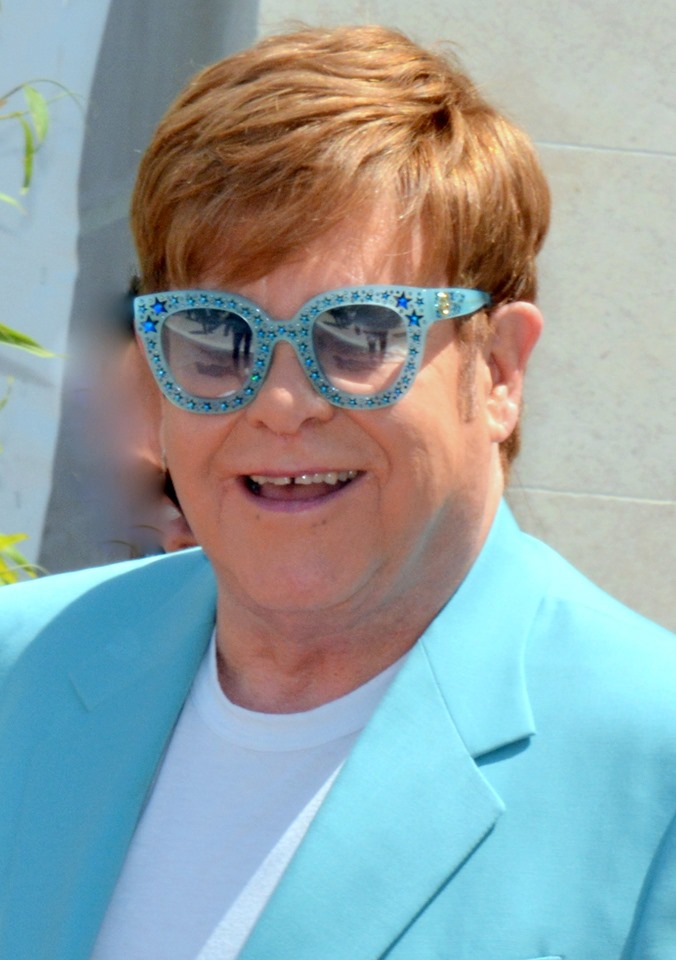
Sir Elton John elogió a Gray por ser capaz de escribir de forma independiente una "canción adecuada" comercialmente exitosa.

Carolyn Droke de Uproxx escribió que Gray "destaca su composición vulnerable" en la canción, refiriéndose específicamente a una versión acústica subida a YouTube en julio de 2020. Piper Westrom de Riff escribió: "La valentía de Gray al abordar temas sensibles como [interés romántico no correspondido de amigos heterosexuales] en su álbum debut muestra una valentía que alguien tan joven no siempre muestra tan temprano en su carrera".
Mientras revisaba el álbum debut de Gray, Jonathan Pertile de The Chronicle comparó «Heather» con las obras de Taylor Swift y Lorde, declarando que: "Al igual que su ídolo Taylor Swift, Conan Gray sobresale en la escritura de letras que son inquietantemente identificables a pesar de su especificidad. Compare «All Too Well», una de las mejores canciones de Swift, al ritmo de la pista de Conan, «Heather». Ambos presentan una prenda de vestir extraviada (Swift, una bufanda robada; Gray, un suéter de poliéster) para recordar el dolor de una relación imposible. En «Heather», Gray incluso se cuela en un homenaje a Lorde copiando las inquietantes tres primeras notas. de «Still Sane», una pista de su álbum de 2013 Pure Heroine".
Sir Elton John mostró su admiración por Gray en una entrevista con BBC Radio 6, diciendo: "Hay un chico llamado Conan Gray que tiene una canción llamada «Heather» y tiene unos 22 años, es de Estados Unidos y es la única persona en las [listas de transmisión ] para escribir la canción sin nadie más. Todos los demás hay cuatro o cinco escritores en [una pista]. Miras la mayoría de los discos en las listas, no son canciones reales. Son fragmentos y piezas y es bueno escuchar a alguien escribir una canción adecuada".

## Video musical
El 19 de agosto de 2020, Conan Gray lanzó un teaser para el video musical que se lanzó el día siguiente. El video musical oficial se estrenó el 20 de agosto de 2020. En el video, dirigido por Dillon Matthew y Conan Gray, muestra a Gray reflexionando sobre sí mismo tratando de convertirse en la idolatrada "Heather". Los críticos describieron el video como "una visualización íntima" de Gray, ya que "fluctúa entre los estándares de belleza femeninos y masculinos". Rania Aniftos de Billboard describió el video como "estimulante".

## Gráficos
| Gráfico (2020)                              | Posición pico |
| ------------------------------------------- | ------------- |
| Australia (ARIA)                            | 13            |
| Bélgica (Flandes) (Ultratip Bubbling Under) | 2             |
| Bélgica (Valonia) (Ultratip Bubbling Under) | 28            |
| Canadá (Canadian Hot 100)                   | 26            |
| República Checa (Singles Digitál Top 100)   | 43            |
| Finlandia (OFC)                             | 13            |
| Global 200 (Billboard)                      | 20            |
| Hungría (Stream Top 40)                     | 31            |
| Islandia (Plötutíðindi)                     | 26            |
| Irlanda (IRMA)                              | 12            |
| Lituania (AGATA)                            | 26            |
| Malasia (RIM)                               | 2             |
| Países Bajos (Mega Single Top 100)          | 48            |
| Nueva Zelanda (Recorded Music NZ)           | 13            |
| Noruega (VG-lista)                          | 21            |
| Portugal (AFP)                              | 28            |
| Escocia (Scottish Singles Sales Chart)      | 55            |
| Singapur (RIAS)                             | 2             |
| Eslovaquia (Singles Digitál Top 100)        | 48            |
| Suecia (Sverigetopplistan)                  | 41            |
| Suiza (Schweizer Hitparade)                 | 79            |
| Reino Unido (UK Singles Chart)              | 17            |
| Estados Unidos (Billboard Hot 100)          | 46            |
| Estados Unidos (Adult Top 40)               | 29            |
| Estados Unidos (Mainstream Top 40)          | 30            |
| Estados Unidos (Rolling Stone Top 100)      | 20            |

## Certificaciones
| País                                                                 | Certificación | Ventas     |
| -------------------------------------------------------------------- | ------------- | ---------- |
| Canadá (Music Canada)                                                | 2× Platino    | 160,000    |
| Nueva Zelanda (RMNZ)                                                 | Oro           | 15,000     |
| Polonia (ZPAV)                                                       | Oro           | 10,000     |
| Portugal (AFP)                                                       | Oro           | 5,000x     |
| Estados Unidos                                                       | 2× Platino    | 2,000,000^ |
| x cifras no especificadas sobre base de la certificación por sí sola |               |            |

## Historial de versiones
| Región      | Fecha                   | Formato(s)                     | Etiqueta(s) | Ref.   |
| ----------- | ----------------------- | ------------------------------ | ----------- | ------ |
| Varios      | 20 de marzo de 2020     | Descarga de música - Streaming | Republic    | [ 9 ]  |
| Reino Unido | 4 de setiembre de 2020  | Contemporary hit radio         | Island      | [ 45 ] |
| Italia      | 25 de setiembre de 2020 | Contemporary hit radio         | Island      | [ 46 ] |